# Bolivia en los Juegos Olímpicos de Pekín 2008
Bolivia estuvo representada en los Juegos Olímpicos de Pekín 2008 por un total de 7 deportistas, 4 hombres y 3 mujeres, que compitieron en 5 deportes.
El portador de la bandera en la ceremonia de apertura fue el tirador César Menacho. El equipo olímpico boliviano no obtuvo ninguna medalla en estos Juegos.